# 나마쿠아카멜레온
나마쿠아카멜레온(Namaqua chameleon)은 나미비아, 남아프리카 공화국, 앙골라 남부의 서부 사막 지역에서 발견되는 지상 생활 도마뱀이다.

## 해부학
나마쿠아카멜레온은 남아프리카에서 가장 큰 카멜레온 종 중 하나이며 몸길이가 최대 25cm에 달한다. 암컷이 수컷보다 크지만, 암컷이 비례적으로 더 강하고 머리와 머리 장식이 더 크며 헤미페니스가 있어 꼬리 밑이 부풀어 있다. 꼬리는 주로 육상 서식지에 적응하기 위해 몸과 다른 교목성 카멜레온보다 훨씬 짧다. 등쪽 가시가 크고 머리 뒤쪽에 눈에 띄는 뾰족한 관을 가지고 있으며 다른 베일드카멜레온속의 목 덮개가 없다. 다른 카멜레온과 마찬가지로 이 종은 염화나트륨과 칼륨과 같은 과도한 미네랄을 배설하는 비강 소금샘을 가지고 있다.
흡습성 피부를 가지고 있으며 모세혈관 작용을 통해 비늘과 접촉하여 수분을 섭취할 수 있다는 점에서 가시도마뱀, 텍사스뿔도마뱀, 인도가시꼬리도마뱀, 큰갑옷도마뱀 등 다른 도마뱀과 특징을 공유한다.

### 체온 조절
이 카멜레온은 색을 바꿀 수 있지만 일반적으로 회색 또는 갈색의 약간의 음영으로 측면에 여러 개의 밝은 반점이 있고 등쪽 능선 아래에 어두운 반점이 있으며 목에 노란색 또는 빨간색 줄무늬가 있다. 이 능력은 체온 조절에 도움이 되며, 서늘한 아침에 검은색이 되어 열을 더 효율적으로 흡수한 다음 낮의 더위에 빛을 반사하거나 두 가지 색을 동시에 보여주며 척추에 의해 왼쪽에서 깔끔하게 분리된다. 대부분의 사막 동물과 마찬가지로 높은 환경 온도에 적응하지만 낮은 온도에서도 견딜 수 있다. 이 종의 자연 서식지는 일 년 내내 온도가 다르지만 연평균 해안 온도가 19.3°C이고 기질 표면은 26.6~31.8°C이다. 또한 내륙에서는 대기 온도가 평균 24.1°C인 반면 기질 온도는 평균 30~34.5°C이다.

## 분포
이 카멜레온 종은 남아프리카의 건조한 서부 전역에 걸쳐 자연적으로 발생하며, 특히 나미브 사막에서 흔히 볼 수 있다. 영국 서덜랜드주 남쪽, 남아프리카 공화국 웨스턴케이프주, 앙골라 남부까지 기록되어 있다. 분포 지역 중 가장 동쪽 끝인 나미비아 동부에서는 상대적으로 늘어진목카멜레온의 자연 분포 지역과 겹친다.
자연 서식지 내에서 카루 관목 지대, 모래 사막, 자갈 평원과 같은 건조하고 반건조 지역에서 서식하며, 조수 간만의 지역에서도 먹이를 찾는다. 육상 지역이며 보통 땅을 따라 걷는 모습이 보이지만 어린아이는 종종 등반하는 모습이 발견된다.

## 행동

### 먹이 습관
베일드카멜레온속의 교목성 카멜레온과 달리 꼬리는 포식성이 없지만, 그렇지 않으면 여전히 같은 방식으로 사냥을 하며 천천히 먹이를 스토킹하고 긴 혀로 잡는다. 카멜레온으로서는 이례적으로 도망치려는 먹이를 쫓기도 하며 때로는 혀가 아닌 턱으로 붙잡기도 한다. 나마쿠아카멜레온은 주로 곤충을 잡아먹으며, 주로 거저리와 적은 정도의 메뚜기를 먹는다. 때때로 도마뱀 (동종의 어린 카멜레온 포함), 뱀 및 기타 다양한 절지동물을 잡아먹는다. 한 예외적인 경우에는 한 개체가 자신의 길이의 두 배에 달하는 페링게애더를 잡아 죽이는 모습이 목격되기도 했다. 주로 모래 언덕과 바위 지역에서 먹이를 사냥하지만, 일부 해안 개체군은 조간대에 있는 해양 절지동물을 잡아먹는 유일한 카멜레온 종이기도 한다. 일반적으로 살아있는 먹이를 먹지만, 사육 상태에서는 때때로 죽은 먹이에 젖을 떼기도 한다.
잠재적으로 위험할 수 있는 먹이를 사냥할 때, 개인은 뱀과 도마뱀의 머리, 거미의 송곳니, 전갈과 벌목 등을 물면 무기를 무력화하는 방법을 빠르게 배운 다음 마침내 무기를 파견하고 소비한다.